# 農家レストラン
農家レストラン（のうかれすとらん）とは、「農家」（農業、酪農業、漁業を含む）が「自家生産したもの」、「密接に連携する農家が生産したもの、または地域で生産されたもの」を飲食店という形態で調理・提供し、かつその地域で運営される施設を指す。
農林水産省の「農林業センサス等に用いる用語の解説」によると、「農業を営む者が食品衛生法(昭和22年法律第233号)に基づき、都道府県知事の許可を得て、不特定の者に、使用割合の多少にかかわらず自ら生産した農産物や地域の食材を用いた料理を提供し、代金を得ているもの」とされる。
一般的には、より広く、「農家によって直接経営される、もしく農家との密な連携の中で経営されるレストラン」が農家レストランを名乗ることが多い。農村レストラン、農民レストラン、などとも呼ばれる。レストランではなく、よりカジュアルなカフェ形式の「農家カフェ」や「農村カフェ」や「農民カフェ」なども多くの支持を集めている。
安価に新鮮な農作物を食べられる点や、生産者との交流ができる点、また農業体験を実施しているレストランもあることから人気を博している。グリーンツーリズム（アグリツーリズム）、地産地消、食育などの分野でも注目を浴びている。
漁業を営む人による漁家（ぎょか）レストランもある。

## 背景
このような農家レストランが近年増えている理由としては、
- 産地偽造問題などをきっかけに食品の安全性への関心が高まっていること
- 農家（特に女性）の農産加工や直売などでの起業志向が高まっていること(女性主体で運営されている農家レストランも多い)

などが背景にあると考えられる。